# Saskatchewan Highway 167
Highway 167 je provinční silnice v kanadské provincii Saskatchewan. Vede od manitobské hranice mezi obcemi Creighton a Flin Flon, kde se k ní připojuje manitobská silnice Manitoba Highway 10, až do rekreační oblasti Sand Beach u jezera Amisk nedaleko provinční ekologické rezervace Amisk Lake Provincial Ecological Reserve. Highway 167 je asi 59 km (37 mil) dlouhá.
Asi dvě třetiny silnice 167 leží na východním pobřeží jezera Amisk Lake. U silnice se rozkládají dvě další rekreační oblasti kromě Sand Beach. Po silnice je přístupné také městečko Denare Beach.